# Кафуе
Вижте пояснителната страница за други значения на Кафуе.
Кафуе (на английски: Kafue) е град в централната част на Южна Замбия. Намира се в провинция Лусака. Разположен е около бреговете на едноименната река Кафуе на 44 km южно от столицата Лусака и на около 65 km северозападно от границата със Зимбабве. Има жп гара, от която на север се пътува до столицата Лусака, а на югозапад към Ливингстън и Зимбабве. Селското стопанство, текстилът и риболовът са сред традиционните професии в района. Население от 47 554 жители от преброяването през 2012 г.